# Salix pedicellata
Espèce
Classification APG III (2009)
Salix pedicellata, le Saule pédicellé, est une espèce de plantes à fleurs de la famille des Salicaceae. C'est un saule arbustif originaire d'Europe.
La plante est populairement connue en Espagne sous le nom de bimi, et ne devrait pas être confondu avec les légumes aussi appelés « bimi » (ou broccolini).

## Synonymie
- Salix aurita 'Pedicellata' (Desf.) Fiori ;
- Salix cinerea  var.  Pedicellata  (Desf.) Moris
- Salix nigricans  var.  Pedicellata  (Desf.)  Bertol[1].

## Description

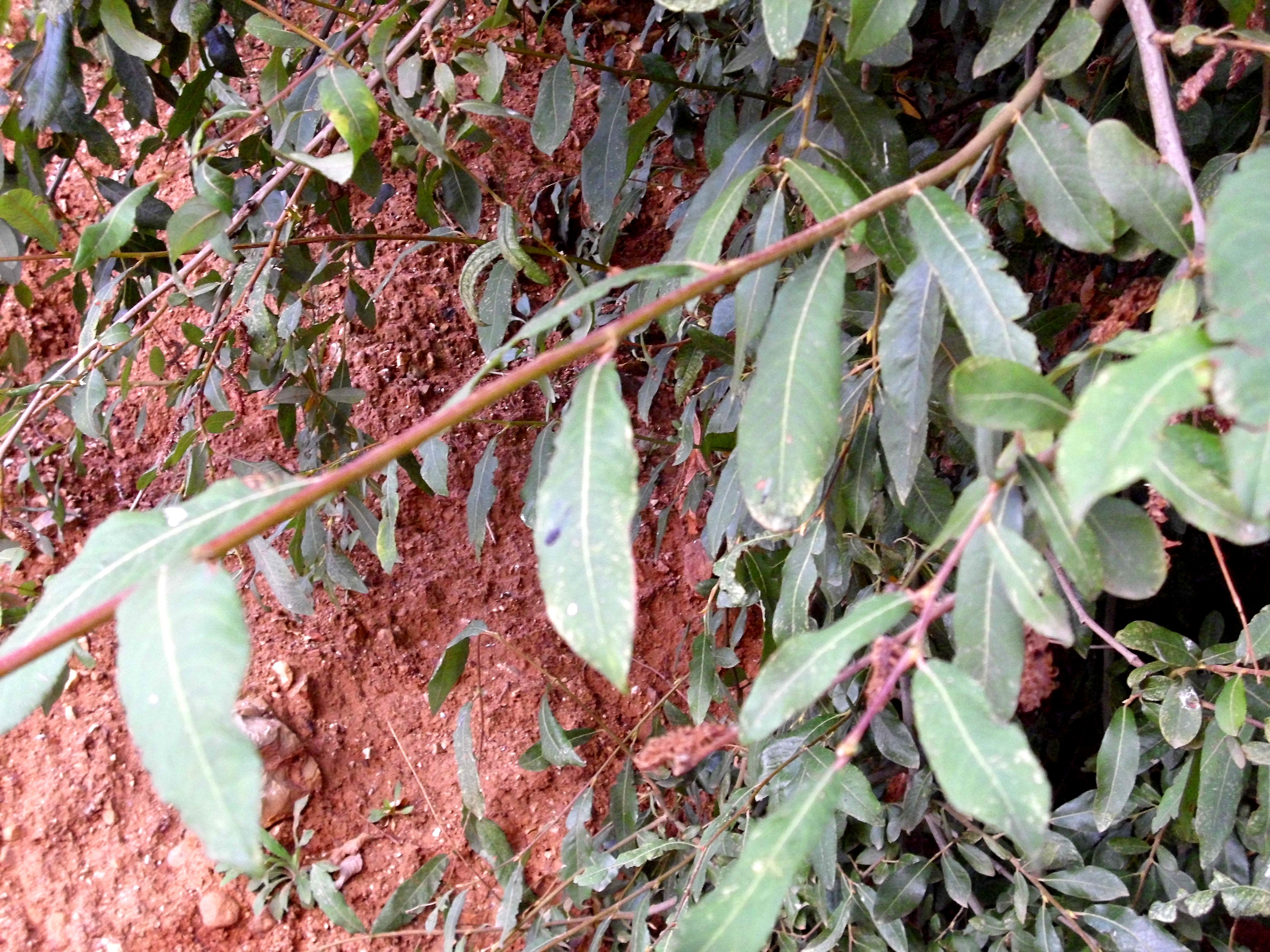
Rameau de l'année.

La plante peut atteindre une taille maximale de 8 m de haut. Son écorce est grise, lisse ou légèrement réticulée. Les branches jeunes sont d'un brun rougeâtre à brun-noirâtre, glabres elles deviennent généralement noueuses, si l'entre-nœuds est long ou quelque peu pubescentes si elles sont très courtes. Les espaces et les bourgeons axillaires sont généralement pubescents. Les feuilles sont constituées d'un limbe de 4-10 x 13,5 cm. Elles sont oblongues à oblo-lancéolées, dentées, glabres ou pubescentes. La face inférieure est glabrescente. Le pétiole porte un stipule. Les chatons mesurent de 2 à 7 cm de long, ils sont pédonculés. Le chaton femelle est  densément tomenteux avant l'anthèree. Le chaton mâle est tomenteux sans laisser voir clairement les bractées avant l'anthère. Les bractées mesurent 1,2 à 1,8 mmde long, elles sont oblongues pubères et glabres, et se situent autour de la base des fruits, habituellement elles sont brun rouge. Les fleurs femelles ont un nectaire et leur ovaire est glabre. La capsule avec pédoncule est 3 à 5 fois plus longue que le nectaire.

## Habitat et répartition géographique
L'espèce se rencontre autour de la mer Méditerranée, dans la péninsule ibérique, dans la moitié sud de l'Andalousie, sur les bords des cours d'eau et le sol humide, Sierra Norte, Aracena (Campiña de Huelva), Alcor, Vega (Los Alcores), Haute Campina, Grazalema et Algésiras. L'arbre est signalé dans la province de Soria (Suellacabras, El Espino (Soria)). L'espèce est considérée comme une vulnérable dans le secteur de Murcie.